# フセスラフ・ヴァシリコヴィチ
フセスラフ・ヴァシリコヴィチ（ベラルーシ語: Усяслаў Васількавіч、? - 1186年頃）は、ヴィテプスク公家出身のポロツク公である。ヴァシリコ・スヴャトスラヴィチの子。ヴィテプスク公：1132年 - 1162年、1175年以降 - 1178年、1180年以降 - 1186年頃。ポロツク公：1162年 - 1167年、1167年 - 1175年以前、1178年 - 1180年以降。

## 経歴
フセスラフの在位期間は、ポロツク公国内部の分領公国が争っていた時期にあたる。1162年、この闘争の時代のポロツクの政権を、ドルツク公ログヴォロドとミンスク公ロスチスラフが掌握した。そこでフセスラフはスモレンスク公（後にキエフ大公）ロマンの娘を娶り、スモレンスク軍と連合して遠征を行い、1164年にヴィテプスク公国をダヴィド（スモレンスク公家の出身）に引き渡した。
1167年、ミンスク公ヴォロダリによってポロツクから追放されるが、ヴォロダリがヴィテプスクへの遠征には失敗したことで、再びポロツク公に復帰した。
1179年、ノヴゴロド公ムスチスラフがポロツクへの遠征を計画したが、彼の兄のロマン（上記の、フセスラフの妻の父。）が警告を与え、子のムスチスラフを長としたスモレンスク軍を、フセスラフの援軍に派遣した。
しかし、ヴィテプスク公ダヴィドが追放され、その地位をフセスラフの弟のブリャチスラフが奪ったことで、ポロツクとスモレンスクとの関係は悪化した。なお、おそらく1186年に、ダヴィドはノヴゴロド、ドルツク、ロゴジュスクの公たちとの同盟に成功し、ヴィテプスク公に娘婿のヴァシリコを置くことで、ヴィテプスクを支配下に取り戻している。

## 妻子
妻はスモレンスク公、キエフ大公ロマンの娘。子には以下の人物がいる。
- ウラジーミル（ポロツク公：1184年? - 1216年）：フセスラフの子という説がある[2]。
- ダヴィド
- 娘：ウラジーミル大公ヤロポルクと結婚。